# Psolus patagonicus
Psolus patagonicus is een zeekomkommer uit de familie Psolidae.
De wetenschappelijke naam van de soort werd in 1925 gepubliceerd door S. Ekman.